# New York Mets
New York Mets är en professionell basebollklubb i New York i delstaten New York i USA som spelar i National League, en av de två ligorna i Major League Baseball (MLB). Klubbens hemmaarena är Citi Field.

## Historia
New York hade länge tre klubbar i MLB: New York Yankees i American League samt New York Giants och Brooklyn Dodgers i National League. 1958 såldes och flyttades de båda sistnämnda till västkusten och blev San Francisco Giants respektive Los Angeles Dodgers, vilket upprörde många basebollfans i New York. Snart började krafter verka för att New York skulle få en ny klubb i National League. 1962 grundades Mets när National League utökades med två nya klubbar (den andra var Houston Colt .45s). Smeknamnet Mets togs något modifierat efter klubben New York Metropolitans, som verkade i staden 1880–1887 och som sedermera köptes upp och lades ned av Brooklynklubbens dåvarande ägare. Klubbfärgerna blev blått och orange efter Dodgers och Giants. Som kepslogotyp valdes en något modifierad variant av Giants NY-stickning i orange. För att ytterligare koppla samman den då nystartade klubben med New Yorks rika basebollhistoria spelade man under de första decennierna alltid sina hemmamatcher i matchdräkter med kritstrecksränder, pinstripes, i likhet med Yankees.
Mets har för det mesta fått stå i skuggan av den äldre och mer framgångsrika grannen Yankees, men är trots det populära och är ofta en av klubbarna i publiktoppen. Mets har vunnit två World Series-titlar. Trots att klubben var den sämsta inom MLB i början av 1960-talet, så lyckades man vinna redan 1969. Den andra titeln tog Mets 1986.
2006 vann Mets sin division överlägset, men åkte ur slutspelet efter att ha förlorat finalen i National League (NLCS) mot St. Louis Cardinals med 3–4 i matcher. 2007 såg Mets länge ut att ta sig till slutspel relativt enkelt, men förlorade förstaplatsen i sin division till Philadelphia Phillies i den 162:a och sista matchen efter att veteranen Tom Glavine gjort en av sina sämsta matcher någonsin. Även 2008 missade man slutspelet tack vare en förlust i sista matchen. De därpå följande säsongerna var klubben inte nära slutspel utan satsade på att bygga upp laget på nytt med en kärna av yngre egenutvecklade spelare som Matt Harvey och Lucas Duda ledda av veteranen och lagkaptenen David Wright. Det gav frukt 2015, då man vann divisionen för första gången sedan 2006 och National League för första gången sedan 2000.
I november 2020 köpte den amerikanska affärsmannen Steve Cohen 95 % av klubben för rekordsumman 2,4 miljarder dollar.

## Hemmaarena
Hemmaarena är Citi Field, invigd 2009. Citi Field ligger i Flushing i stadsdelen Queens. Dessförinnan (1964–2008) spelade man i Shea Stadium. Under klubbens första två år spelade Mets på anrika Polo Grounds i Washington Heights på Manhattan. Polo Grounds var historiskt hemmaarena för New York Giants innan klubben flyttade till San Francisco.

## Spelartrupp

### Aktiva
| Nr | Land                    | Pos | Namn            |
| -- | ----------------------- | --- | --------------- |
| 0  | Italien                 | P   | Adam Ottavino   |
| 21 | USA                     | P   | Max Scherzer    |
| 29 | USA                     | P   | Trevor Williams |
| 30 | Dominikanska republiken | P   | Joely Rodríguez |
| 39 | Puerto Rico             | P   | Edwin Díaz      |
| 40 | USA                     | P   | Chris Bassitt   |
| 48 | USA                     | P   | Jacob deGrom    |
| 59 | Venezuela               | P   | Carlos Carrasco |
| 60 | USA                     | P   | Mychal Givens   |
| 65 | USA                     | P   | Trevor May      |
| 67 | Puerto Rico             | P   | Seth Lugo       |
| 68 | Dominikanska republiken | P   | Adonis Medina   |
| 99 | USA                     | P   | Taijuan Walker  |

| Nr | Land                    | Pos | Namn             |
| -- | ----------------------- | --- | ---------------- |
| 3  | Puerto Rico             | C   | Tomás Nido       |
| 33 | USA                     | C   | James McCann     |
| 1  | USA                     | INF | Jeff McNeil      |
| 10 | Venezuela               | INF | Eduardo Escobar  |
| 12 | Puerto Rico             | INF | Francisco Lindor |
| 13 | Spanien                 | INF | Luis Guillorme   |
| 20 | USA                     | INF | Pete Alonso      |
| 28 | USA                     | INF | Darin Ruf        |
| 32 | USA                     | INF | Daniel Vogelbach |
| 6  | Dominikanska republiken | OF  | Starling Marte   |
| 9  | Italien                 | OF  | Brandon Nimmo    |
| 19 | USA                     | OF  | Mark Canha       |
| 25 | USA                     | OF  | Tyler Naquin     |

### Skadade
| Nr | Land | Pos | Namn            |
| -- | ---- | --- | --------------- |
| 34 | USA  | P   | Tommy Hunter    |
| 38 | USA  | P   | Tylor Megill    |
| 47 | USA  | P   | Joey Lucchesi   |
| 61 | USA  | P   | Sean Reid-Foley |

| Nr | Land | Pos | Namn          |
| -- | ---- | --- | ------------- |
| 62 | USA  | P   | Drew Smith    |
| –  | USA  | P   | John Curtiss  |
| 2  | USA  | INF | Dominic Smith |

## Fotogalleri

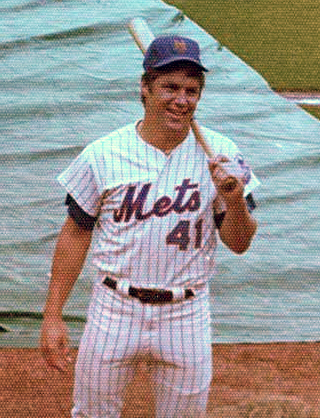
Tom Seaver.
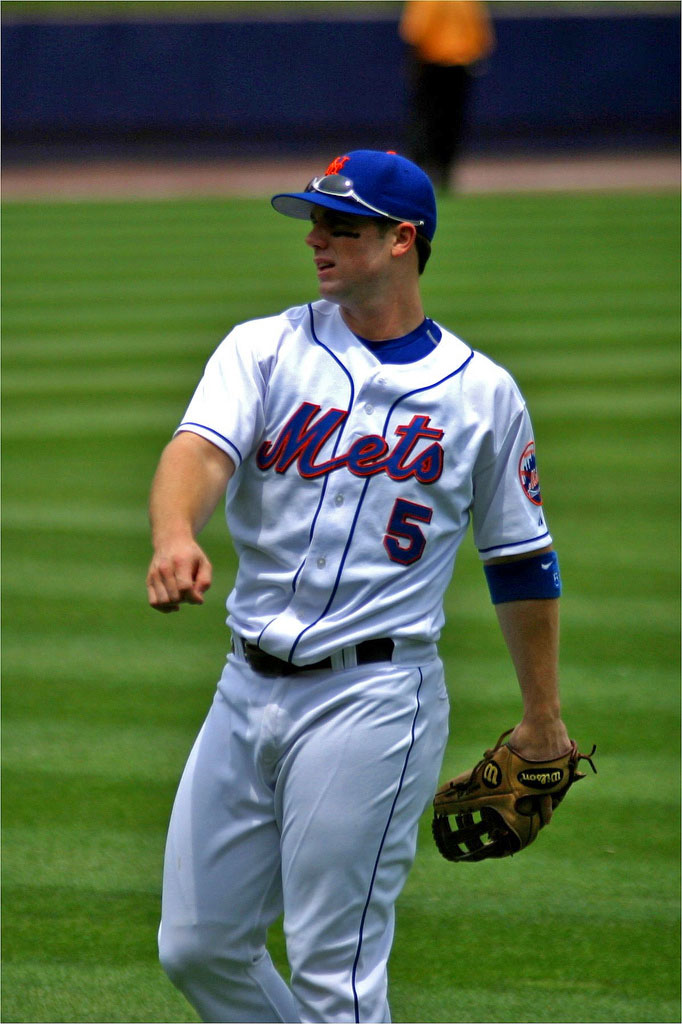
David Wright.
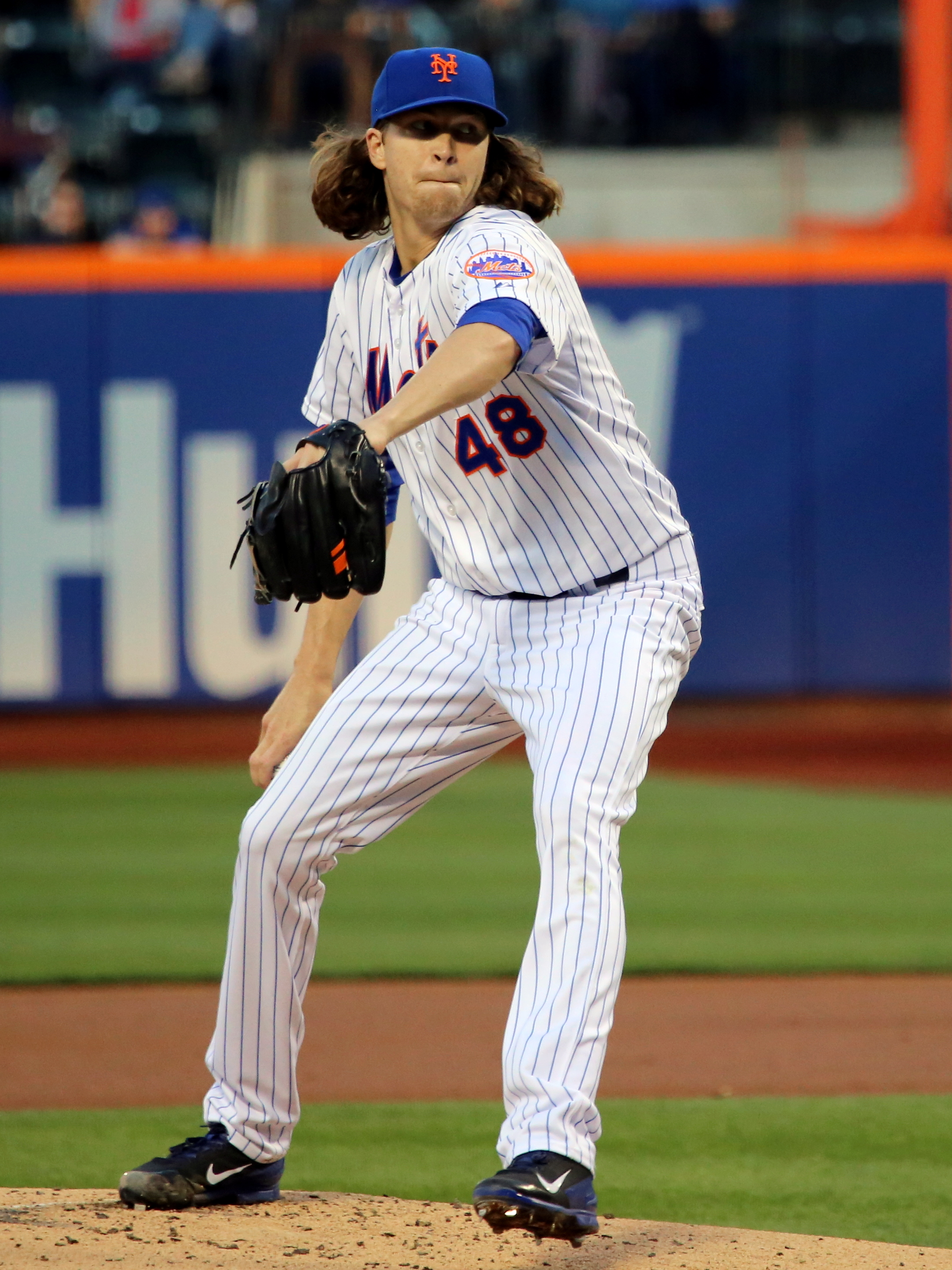
Jacob deGrom.